# Valeriy Borisov
Valeriy Aleksandrovitch Borisov (en russe : Валерий Александрович Борисов ; né le 18 septembre 1966 à Temirtaw) est un athlète kazakh spécialiste de la marche athlétique. Il participe à trois éditions des Jeux olympiques (1996, 2000 et 2004) et détient le record du Kazakhstan du 20 km marche. Au niveau national, il était en compétition avec Sergey Korepanov.

## Biographie

### Palmarès
| Date | Compétition           | Lieu      | Résultat | Épreuve      | Performance     |
| ---- | --------------------- | --------- | -------- | ------------ | --------------- |
| 1994 | Jeux asiatiques       | Hiroshima | 3e       | 20 km marche | 1 h 25 min 31   |
| 1995 | Championnats du monde | Göteborg  | 25e      | 20 km marche | 1 h 31 min 22 s |
| 1996 | Jeux olympiques d'été | Atlanta   | 18e      | 20 km marche | 1 h 23 min 52 s |
| 1997 | Championnats du monde | Athènes   | 35e      | 20 km marche | 1 h 32 min 32 s |
| 1998 | Jeux asiatiques       | Bangkok   | 2e       | 20 km marche | 1 h 23 min 52 s |
| 1998 | Championnats d'Asie   | Fukuoka   | 3e       | 20 km marche | 1 h 29 min 05 s |
| 1999 | Championnats du monde | Séville   | 21e      | 20 km marche | 1 h 31 min 38 s |
| 2000 | Jeux olympiques d'été | Sydney    | 38e      | 20 km marche | 1 h 28 min 36 s |
| 2000 | Jeux olympiques d'été | Sydney    | 25e      | 50 km marche | 4 h 01 min 11 s |
| 2002 | Jeux asiatiques       | Busan     | 1er      | 20 km marche | 1 h 24 min 20 s |
| 2004 | Jeux olympiques d'été | Athènes   | 27e      | 20 km marche | 1 h 27 min 39 s |

### Records
| Épreuve      | Performance     | Lieu   | Date              |
| ------------ | --------------- | ------ | ----------------- |
| 20 km marche | 1 h 19 min 55 s | Sotchi | 20 avril 1996     |
| 50 km marche | 4 h 01 min 11 s | Sydney | 29 septembre 2000 |